# Johann Gottfried Flegel
Johann Gottfried Flegel (* 18. Mai 1815 in Leipzig; † 28. Dezember 1881 in Leipzig) war ein deutscher Holzschneider, Holzschnitzer, Holzstecher, Kupferstecher und Papierrestaurator.

## Leben

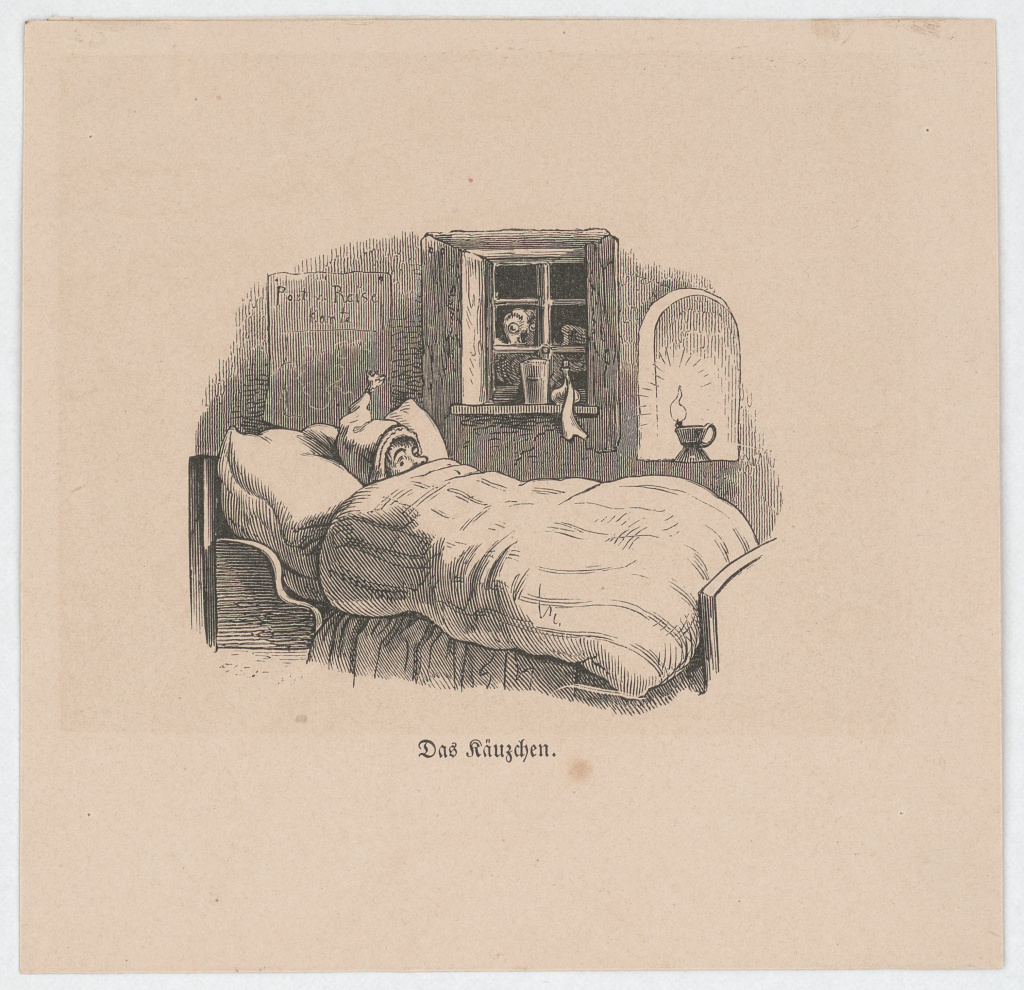
Das Käuzchen (Holzstich von Flegel)

Flegel widmete sich als Autodidakt den bildenden Künsten, insbesondere der Holzschneidekunst und gründete zu Leipzig ein Atelier für Xylographie (Holzschneidekunst), mit den Anfangsbuchstaben XA für Xylographische Anstalt signierte er auch. Zudem waren seine Werke, wie er selbst angab, stets mit seinem Namen versehen. Es finden sich folgende Signaturen bei Bildern, die nach Ludwig Richters Vorlagen gefertigt wurden: FLEGEL. – FLEGEL sc. – G. FLEGEL sc. – I. G. FLEGEL. – J. G. Flegel sc. – J. G- Flegel sc. – I. G. FLEGEL sc. 1845. – X. A. Fl. sc. – X. A. v. FLEGEL. – X. A. v. FLEGEL sc. – X. A. v. FLEGEL fc. Er arbeitete zuvor bei dem Holzschneider J. C. Beneworth, um dort die Technik des Holzschnitts zu erlernen. „Fast unter jedem der von mir ausgeführten Bilder steht mein Name. – J. G. Flegel. Leipzig, Februar 1876“ Teilweise arbeitete er in seiner Xylographischen Anstalt auch mit anderen Holzschneidern zusammen, so beispielsweise mit Eduard Wilhelm Engelmann (* 7. Februar 1825; † 2. April 1853), Emil Oswald Geller (* 3. November 1821) und Richard Illner (* 28. März 1831).
Er war ein hervorragender Holzschneider, der vorwiegend nach Entwürfen und Zeichnungen von Wilhelm von Kaulbach und Bernhard Neher d. J. für den Leipziger Verleger Georg Wiegand produzierte. Er fertigte Illustrationen zu Johannes Overbecks Pompeji, zu Julius Schnorrs Bilderbibel und die Holzschnitte berühmter Meister in originalgetreuen Kopien, die von Rudolph Weigel herausgegeben wurden. Auch Stiche für zahlreiche Zeitungen und den Sächsischen Volkskalender stammen von seiner Hand. Flegel fertigte zudem Schnitte von anatomischen mikroskopischen Aufnahmen für medizinischen Werke.
Im Adressbuch für den deutschsprachigen Buchhandel von 1870 sind Empfehlungen von Theodor Oswald Weigel und Carl Carl Lampe zu Werbezwecken abgedruckt, die seine Arbeit anpreisen. Zu dieser Zeit war das „Xylographiische Institut J. G. Flegel“, in der Langen Straße 13 in Leipzig ansässig.
Flegel war als Restaurator für Kupferstiche und Holzschnitte tätig und war Mitglied der Leipziger Freimaurerloge Minerva zu den drei Palmen.
Zu seinen Schülern zählten:
- Wilhelm Hermann Krüger (* 10. August 1823)
- Franz Emil Zeising (* 2. Oktober 1843)

## Werke (Auswahl)

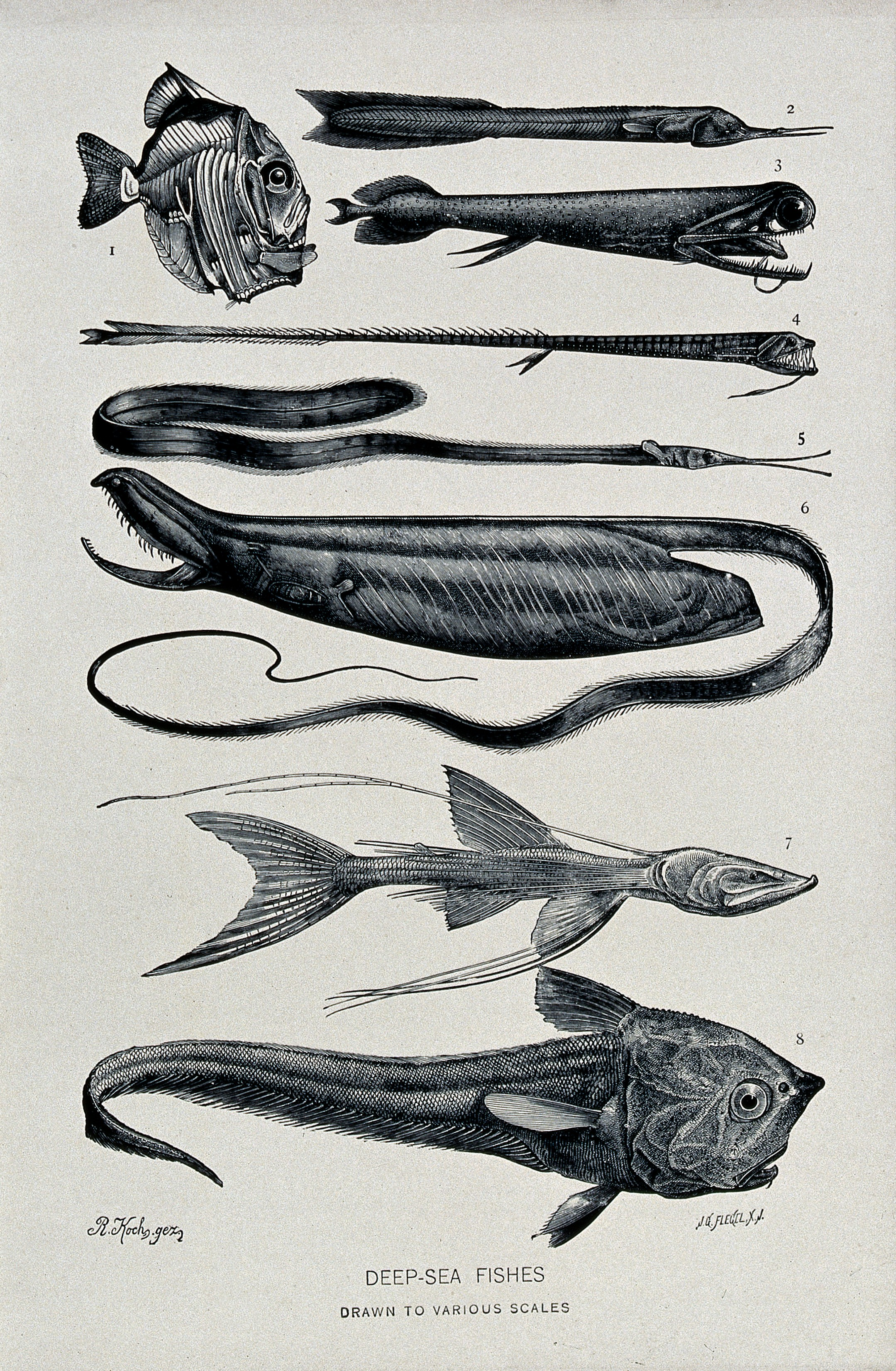
Tiefseefische

- Johann Peter Hebel: Allemannische Gedichte. Für Freunde ländlicher Natur und Sitten. Nach Zeichnungen von Ludwig Richter.
- Thekla Charlotte von Gumpert: Gott in der Natur : Hymnen für Kinder. Nach Zeichnungen von Ludwig Richter. 3. Auflage, Alexander Duncker, Berlin 1851 (sammlungen.ub.uni-frankfurt.de).
- Bilder des Todes oder Todtentanz für alle Stände. Nach Zeichnungen von Carl Merkel, Wilhelm Engelmann, Rudolf Weigel, Leipzig 1850 (digi-hub.de).
- Beschauliches und Erbauliches. Ludwig Richter, 1851
- Bilder aus dem Leben des Herzogs Ernst des Frommen von Sachsen Gotha. Nach Zeichnungen von Heinrich Julius Schneider, 1854